# 磁気構造

単純な強磁性構造

単純な反強磁性構造

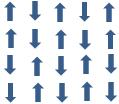
2次元における別の単純な反強磁性構造

磁気構造（じきこうぞう、英: Magnetic structure）という用語は、ある物質の、典型的には秩序をもった結晶格子上で、磁気スピンが秩序をもって配列する構造を指す。固体物理学の一分野として研究されている。

## さまざまな磁気構造
ほとんどの固体は非磁性であり、すなわち磁気構造を持たない。各状態はパウリの排他原理にしたがい、互いに反平行のスピンをもつ電子対によって占められ、スピン密度はいたるところで拮抗し、スピン自由度はトリビアルなものになる。このような物質でも通常は、パウリ常磁性やラーモア反磁性、ランダウ反磁性のため弱い磁気的挙動を示す。
より興味深いケースとして、物質中の電子が上記の対称性を自発的に破る場合が存在する。基底状態にある強磁性体中では、ある大域的に共通の単一スピン量子化軸について特定のスピン量子数の電子が過多となり、物質は巨視的な磁化を示す（通常、多数派の電子スピンの向きを上向きとする）。反強磁性体では、最も単純な共線的反磁性体の場合、電子スピンは交互に上下を向いており、互いに打ち消しあって巨視的な磁化は生じない。しかし、特に磁気フラストレーションのある反磁性体の場合、はるかに複雑な磁気構造が生じ、局所的スピンの配向は本質的に3次元の自由度をとる。磁鉄鉱を始めとするフェリ磁性体は、ある意味で強磁性体と反強磁性体の中間的なふるまいを示す。フェリ磁性体は強磁性体と同じく巨視的な磁化を示すが、局所的には異なる方向を向いた磁化を持つ。
上記の議論は基底状態の磁気構造に関するもので、有限温度下では磁気構造は励起を受ける。これを記述するための、両極端のモデルが知られている。ストナー模型（遍歴電子磁性体とも）では、電子状態は非局在化されており、それらの平均場相互作用により対称性が破られる。この描像では、温度上昇に伴い電子が上向きスピン状態から下向きスピン状態へ移動するため、局所的磁化は一様に減衰する。一方、電子状態が特定の原子に局在し、原子スピン間の短距離相互作用のみがはたらく場合は、量子ハイゼンベルク模型が用いられる。この場合も、有限温度下では原子スピン配向は理想的配置から逸脱し、したがって、強磁性体の巨視的な磁化はやはり減衰する。
局所的な磁性については、多くの磁気構造が磁気空間群によって記述される。これにより、ある3次元結晶構造において可能な上下スピン構成のすべての対称群を列挙することができる。しかし、この形式では螺旋磁性のようなより複雑な磁気構造を記述することはできない。

## 研究手法
磁気構造中の秩序は、磁化率を温度および印加磁場強度の関数として観察することによっても研究することができるが、スピン配置を3次元画像として実際に観測するためには、中性子回折が最もよく使われる。中性子が受ける散乱は結晶構造中の原子核によるものが主である。このため、相転移点以上の、物質が常磁性体として振る舞う温度範囲では、中性子回折は結晶構造の画像のみを与える。相転移点、例えば反強磁性体においてはネール温度、強磁性体においてはキュリー点より下では、中性子自体のもつスピンが磁気モーメントに起因する散乱も受けるようになり、ブラッグ反射の強度が変化する。事実として、磁気構造の単位格子が結晶構造の単位格子よりも大きい場合、まったく新しいブラッグ反射が発生することもある。これは超構造形成の一形態である。したがって、構造全体としての対称性も、結晶構造とは異る結晶群となりうる。このような構造は、磁性を考慮しない通常の空間群ではなく、1651種類ある磁気空間群（ シュブニコフ群 ）のうちどれかにより記述する必要がある。
通常のX線回折はスピン配置について「盲目」であるが、特殊な形式のX線回折により磁気構造を研究することが可能になってきている。物質中のある元素の吸収端に近い波長が選択された場合の散乱は異常を示し、この異常成分は対になっていないスピンを持つ原子の外殻電子の、非球対称分布に（ある程度）反応する。したがって、この種のX線異常回折から磁気構造についての情報を得ることが可能である。
より近年では、中性子源やシンクロトロン源に頼ることなく磁気構造を研究できる卓上技術が開発されている。

## 単体元素の磁気構造
常温・常圧下で強磁性を示す単体元素は、鉄、コバルト、ニッケルの3つのみである。これは、キュリー温度Tc室温よりも高いためである。（Tc > 298 K）。ガドリニウムは、室温のすぐ下で（293 K）自発磁化を示しはじめるため、4番目の強磁性元素として数えられることもある。ガドリニウムには螺旋磁性構造を持つことを示唆する研究がいくつかあるが 、ガドリニウムは通常の強磁性体であるという従来からの見解を補強する研究もある。
ジスプロシウムとエルビウムの単体は、どちらも2つの磁気相転移点を持つ。これらはどちらも室温では常磁性を示すが、ネール温度以下では螺旋磁性を、キュリー温度以下では強磁性を示す。ホルミウム、テルビウム、ツリウムは、さらに複雑な磁気構造を示す。
ネール温度を超えると秩序を失う反強磁性構造もある。クロムは、ある程度単純な反強磁性体のようにふるまうが、単純な上下交互スピン構造の上に釣り合っていないスピン密度波変調を持つ。マンガンのα-相は29原子の単位胞を持ち、低温では複雑ではあるが全体として打ち消しあう反強磁性配置をとる（磁気空間群P 4 2'm'）。ほとんどの単体元素の示す磁性は電子に由来するが、銅と銀の磁気秩序は、電子に比べはるかに弱い核磁気モーメント（ボーア磁子と核磁子をの差を参照）によって支配され、絶対零度に近い転移温度をもつ。
超伝導体となる元素は、臨界温度以下で超反磁性を示す。
| 元素番号 | 元素名             | 超伝導 Tc | キュリー温度 | ネール温度  |
| -------- | ------------------ | --------- | ------------ | ----------- |
| 3        | リチウム           | 0.0004 K  |              |             |
| 13       | アルミニウム       | 1.18 K    |              |             |
| 22       | チタン             | 0.5 K     |              |             |
| 23       | バナジウム         | 5.4 K     |              |             |
| 24       | クロム             |           |              | 311 K       |
| 25       | マンガン           |           |              | 100 K       |
| 26       | 鉄                 |           | 1044 K       |             |
| 27       | コバルト           |           | 1390 K       |             |
| 28       | ニッケル           |           | 630 K        |             |
| 29       | 銅                 |           |              | 6×10−8 K    |
| 30       | 亜鉛               | 0.85 K    |              |             |
| 31       | ガリウム           | 1.08 K    |              |             |
| 40       | ジルコニウム       | 0.6 K     |              |             |
| 41       | ニオブ             | 9.25 K    |              |             |
| 42       | モリブデン         | 0.92 K    |              |             |
| 43       | テクネチウム       | 8.2 K     |              |             |
| 44       | ルテニウム         | 0.5 K     |              |             |
| 45       | ロジウム           | 0.0003 K  |              |             |
| 46       | パラジウム         | 1.4 K     |              |             |
| 47       | 銀                 |           |              | 5.6×10−10 K |
| 48       | カドミウム         | 0.52 K    |              |             |
| 49       | インジウム         | 3.4 K     |              |             |
| 50       | スズ               | 3.7 K     |              |             |
| 57       | ランタン           | 6 K       |              |             |
| 58       | セリウム           |           |              | 13 K        |
| 59       | プラセオジム       |           |              | 25 K        |
| 60       | ネオジム           |           |              | 19.9 K      |
| 62       | サマリウム         |           |              | 13.3 K      |
| 63       | ユウロピウム       |           |              | 91 K        |
| 64       | ガドリニウム       |           | 293.4 K      |             |
| 65       | テルビウム         |           | 221 K        | 230 K       |
| 66       | ジスプロシウム     |           | 92.1 K       | 180.2 K     |
| 67       | ホルミウム         |           | 20 K         | 132.2 K     |
| 68       | エルビウム         |           | 18.74 K      | 85.7 K      |
| 69       | ツリウム           |           | 32 K         | 56 K        |
| 71       | ルテチウム         | 0.1 K     |              |             |
| 72       | ハフニウム         | 0.38 K    |              |             |
| 73       | タンタル           | 4.4 K     |              |             |
| 74       | タングステン       | 0.01 K    |              |             |
| 75       | レニウム           | 1.7 K     |              |             |
| 76       | オスミウム         | 0.7 K     |              |             |
| 77       | イリジウム         | 0.1 K     |              |             |
| 80       | 水銀               | 4.15 K    |              |             |
| 81       | タリウム           | 2.4 K     |              |             |
| 82       | 鉛                 | 7.2 K     |              |             |
| 90       | トリウム           | 1.4 K     |              |             |
| 91       | プロトアクチニウム | 1.4 K     |              |             |
| 92       | ウラン             | 1.3 K     |              |             |
| 95       | アメリシウム       | 1 K       |              |             |